# Hymenophyllum amabile
Hymenophyllum amabile är en hinnbräkenväxtart som beskrevs av Morton. Hymenophyllum amabile ingår i släktet Hymenophyllum och familjen Hymenophyllaceae. Inga underarter finns listade.